# Diego Antonio Figueredo Matiauda
Diego Antonio Figueredo Matiauda (Asunción, 28 d'abril de 1982) és un futbolista paraguaià, que ocupa la posició de migcampista.
Ha militat en equips del seu país, d'Espanya, de Portugal, de l'Argentina i de Xile. Internacional amb el seu país, hi va participar en la Copa Amèrica de 2004. Eixe mateix any va formar part de la selecció del Paraguai present als Jocs Olímpics d'Atenes 2004, on va aconseguir la medalla d'argent.

## Equips
- 01/04 Club Olimpia
- 04/05 Reial Valladolid
- 05/06 Boavista FC
- 2006 Reial Valladolid
- 2007 Godoy Cruz
- 2007 Reial Valladolid
- 2008 Cerro Porteño
- 2009 Everton de Viña del Mar
- 2010 Club Olimpia